# Роберт Абрашев
Роберт Любомиров Абрашев е български кънтри-рок музикант, певец, китарист, композитор, текстописец и продуцент. Той е сред първите, популяризирали кънтри музиката в България. Някои от най-известните му песни са „Диви коне“, „Прости“, „Благослов“, „Аз и ти“, „Късно“.

## Биография
Роберт Абрашев е роден на 4 октомври 1968 година в Плевен, България. Псевдоним - Каубоя. Баща му е българин, майка му е с руско-гръцки корени. Започва музикалната си кариера на 15-годишна възраст, свирейки в събрана от него ученическа група, имитираща „Бийтълс“. Завършва с отличие "Педагогика на обучението по музика", специалност "Поп и джаз пеене" в Шуменски университет "Епископ Константин Преславски". Защитава дипломна работа на тема "Развитие на кънтри музиката в България". Магистър "Управление на образованието", ШУ "Епископ Константин Преславски".
През 1987 г. основава кънтри-групата „Фаворит“. 10 години по-късно – през 1997 г., заедно с контрабасиста Николай Ненов и банджиста Пламен Михайлов създава акустичното трио „Горещи струни“ като модерна трансформация на група „Фаворит“. Въпреки проблемите си със зрението той става популярен, както в България, така и в чужбина, и е носител на редица международни музикални награди, а триото му „Горещи струни“ става една от малкото известни кънтри групи в България.
През 2008 г. става лауреат на голямата награда „Гран при“ от VI международен музикален фестивал в Подулани, Полша, а 2009 г. на Първа награда в категория „музика“ от IX международен фестивал на изкуствата „Лайконик“ в Краков, Полша.
В последните години съвместно с български и международни неправителствени организации Абрашев подкрепя благотворителни каузи, свързани с деца и възрастни в неравностойно положение.
На 25 февруари 2000 г. в гр. Плевен се ражда дъщеря му Джоана Роберт Абрашева, която певецът отглежда сам, и за която написва песента „Приказка“. Тя е най-големият му житейски успех, който го откъсва от музикалната кариера за няколко години.
Но не след дълго Роберт изважда от прашния куфар любимата си китара и се качва отново на сцената.
Той е един от героите в книгата на журналистката г-жа Таня Йовева „Европа за хората – Достойният труд на достойните хора“, по проект в подкрепа за информационното осигуряване на Оперативна програма „Развитие на човешките ресурси“, съфинансиран от Европейския социален фонд на Европейския съюз. Роберт сътрудничи на сдружението ѝ „Национален Алианс за развитие“, София като ментор на талантливи музикални изпълнители в неравностойно положение и промоутър на концерти в периода 2013 – 2017 г. Влиза в редица наши и чужди музикални издания и енциклопедии.
Известен е с факта, че в началото на 90-те години организира първите и единствени кънтри събори в България. За място на музикалното събитие Роберт избира живописната местност „Разцепен камък“ в каньона край плевенското село Горталово. Певецът се влюбва в каньона няколко години преди това по време на участието си в снимките на българо-немската копродукция „Екехарт“ и по-късно го превръща в своята малка Америка. Вдъхновен от красотата му създава за него песента „Диви коне“.
Роберт Абрашев участва в реалити форматите „Вип брадър 3“ – 2009 г., „България търси талант“ – 2012 г. и „Гласът на България“ – 2013 г.
Работи на една сцена с групи и изпълнители като „Ян рок бенд“ – Полша, „Трамвай №5“, „Медикус“, „Подуене блус бенд“, „Ку – ку бенд“, „БТР“, Влади Ампов-Графа, Ваня Костова, Валя Балканска, Любо Киров, Мими Иванова, Красимир Гюлмезов, Борис Годжунов, Етиен Леви и мн. Др.
Свири с китарите на „Фендер“, „Гибсън“, „Фрамус“ и др. и ефекти на американските бутикови фирми „ДОД“ и „Страймън“. Пее с микрофони на фирмите „АКГ“ и „Шур“.
Експериментира в смесване на стилове като кънтри рок, блуграс, блус, мелъди рок, прогресив, джаз и български фолклор с характерно акустично звучене подправено от комбинация между винтидж и модерни китарни ефекти.
Активист е в различни организации за опазване и съхранение на българската култура и идентичност.
Изнася концерти пред българската диаспора в Полша, Израел, Турция и др.
В края на 2016 г. в аудио формат излиза първата автобиографична книга за певеца „Музикална приказка“, собственоръчно написана от него.
Награди.
2008 – Гран при – Международен музикален фестивал – Подулани, Полша.
2009 – Първа награда в категория „музика“ – Международен фестивал на изкуствата „Лайконик“ – Краков, Полша.
2010 – Гран при в категория „музика“ – Републикански многожанров фестивал – Перник, България.
2011 – Гран при в категория „музика“ – Републикански многожанров фестивал – Перник, България.
2017 – Трета награда в категория „поп и джаз“ – Международен музикален фестивал „Звезди на изкуството“ – Варна, България.
2017 – Специална награда в категория „китара и глас“ – Международен фестивал на китарата – Плевен, България.